# Theodor Andersen
Theodor Vilhelm Jacob Andersen, född den 7 oktober 1835 i Köpenhamn, död där den 2 juli 1909, var en dansk skådespelare och teaterdirektör. 
Andersen debuterade den 11 september 1862 på Casino som Jøran i Huldrebakken. Genom uthållighet och flit arbetade han sig från bland teaterns personal till en så betydande ställning, att aktiebolagets styrelse i november 1869, då den dåvarande direktören förklarade sig ur stånd att fortsätta driften, anmodade Andersen att överta ledningen. Han slog till och höjde inom kort teaterns anseende. Vid årsskiftet 1883–1884 lämnade Andersen Casino och gick till Dagmarteatret, som han hade hyrt för en längre period, men av hälsoskäl nödgades han att redan efter tre år avsluta sin teaterverksamhet. Andersen hade stor betydelse för dansk teaterkonst: dels höjde han genom sin scenografi fordringarna på det yttre iscensättandet, dels gjorde han genom uppförandet av en del franska dramer den danska publiken bekant med fransk dramatisk litteratur, särskilt från andra kejsardömets tid.